# 座安琴希
座安 琴希（ざやす ことき、1990年1月11日 - ）は、日本の元女子バレーボール選手、現指導者である。

## 来歴
沖縄県うるま市（旧具志川市域）出身。友人がバレーボールをしていた影響で、小学校3年生からバレーボールを始める。
中部商業高校では、セッターとして活躍。2007年度は主将として春高バレーや佐賀国体などを経験した。
2008年4月、レシーブ力を評価され、久光製薬スプリングス（現・久光スプリングス）にリベロとして入団した。入団当初はチームに全日本女子代表リベロの佐野優子がいたこともあり、レシーバーとして途中出場するのみだった。
2010年、佐野が海外チームに移籍したことで、2010-11シーズンはチームのレギュラーリベロとして活躍。同シーズン、プレミアリーグ2位のサーブレシーブ成功率を収めた。
2011年3月、全日本女子チームにメンバー登録され、6月のモントルーバレーマスターズで国際試合デビューを飾った。同年11月に行われたワールドカップバレーでは出番は多くなかったものの、コートに立った時はレシーバーとして安定した働きを見せた。
2012年3月、2011/12プレミアリーグにおいて、サーブレシーブ賞とベストリベロ賞を獲得した。続く2012/13シーズンでもチーム6年ぶり優勝に大きく貢献し、自らもベストリベロ賞、サーブレシーブ賞を獲得した。2013年5月の第62回黒鷲旗大会でも優勝に貢献し、ベストリベロ賞を獲得。
2014年度からはチームキャプテンを務めている。
2016年5月のリオデジャネイロ五輪世界最終予選には、「攻撃力をとった」ことで最後に落選した4年前のロンドンとは逆の理由（「守備力なくして、日本は世界に勝てない」）から、レシーバーとして14人入りを果たし出場した。同年8月31日、久光製薬は座安のRCカンヌ移籍を発表した。2017年、久光製薬に復帰。
2021年6月30日付で現役引退し、コーチに就任した。2024年、退団。

## 球歴
- 全日本代表 - 2011-2016年
- 全日本代表としての主な国際大会出場歴
  - ワールドカップ - 2011年

## 所属チーム
- うるま市立あげな小学校（あげなクラブ）
- うるま市立高江洲中学校
- 沖縄県立中部商業高等学校
- 久光製薬スプリングス（2008-2016年）
- RCカンヌ（2016-2017年）
- 久光スプリングス（2017-2021年）

## 受賞歴
- 2009年 - V・サマーリーグ MVP
- 2012年 - 2011/12Vプレミアリーグ ベストリベロ賞、サーブレシーブ賞
- 2013年 - 2012/13Vプレミアリーグ ベストリベロ賞、サーブレシーブ賞
- 2013年 - 第62回黒鷲旗全日本バレーボール選手権大会 ベストリベロ賞
- 2015年 - モントルーバレーマスターズ ベストリベロ[15]

## 個人成績
Vプレミアリーグレギュラーラウンドにおける個人成績は下記の通り。
| シーズン | 所属     | 出場 | 出場   | アタック | アタック | アタック | アタック | ブロック | ブロック | サーブ | サーブ | サーブ | サーブ | レセプション | レセプション | 総得点 | 備考     |
| -------- | -------- | ---- | ------ | -------- | -------- | -------- | -------- | -------- | -------- | ------ | ------ | ------ | ------ | ------------ | ------------ | ------ | -------- |
| シーズン | 所属     | 試合 | セット | 打数     | 得点     | 決定率   | 効果率   | 決定     | /set     | 打数   | エース | 得点率 | 効果率 | 受数         | 成功率       | 総得点 | 備考     |
| 2008/09  | 久光製薬 | 27   | 69     | 0        | 0        | 0.0%     | %        | 0        | 0.00     | 1      | 0      | 0.00%  | 0.0%   | 113          | 72.6%        | 0      |          |
| 2009/10  | 久光製薬 | 0    | 0      | 0        | 0        | 0.0%     | %        | 0        | 0.00     | 0      | 0      | 0.00%  | 0.0%   | 0            | 0.0%         | 0      |          |
| 2010/11  | 久光製薬 | 26   | 107    | 0        | 0        | 0.0%     | %        | 0        | 0.00     | 0      | 0      | 0.00%  | 0.0%   | 492          | 78.0.%       | 0      |          |
| 2011/12  | 久光製薬 | 21   | 86     | 0        | 0        | 0.0%     | %        | 0        | 0.00     | 0      | 0      | 0.00%  | 0.0%   | 460          | 73.7%        | 0      |          |
| 2012/13  | 久光製薬 | 28   | 116    | 0        | 0        | 0.0%     | %        | 0        | 0.00     | 0      | 0      | 0.00%  | 0.0%   | 523          | 75.0%        | 0      |          |
| 2013/14  | 久光製薬 | 4    | 10     | 0        | 0        | 0.0%     | %        | 0        | 0.00     | 0      | 0      | 0.00%  | 0.0%   | 45           | 77.8%        | 0      |          |
| 2014/15  | 久光製薬 | 21   | 79     | 0        | 0        | 0.00%    | %        | 0        | 0.00     | 0      | 0      | 0.00%  | 0.0%   | 290          | 74.1%        | 0      |          |
| 2015/16  | 久光製薬 | 21   | 46     | 0        | 0        | 0.0.%    | %        | 0        | 0.00     | 0      | 0      | 0.00%  | 0.0%   | 145          | 64.8%        | 0      |          |
| 2016/17  | 久光製薬 |      |        |          |          | %        | %        |          |          |        |        | %      | %      |              | %            |        | 海外移籍 |
| 2017/18  | 久光製薬 | 21   | 15     | 0        | 0        | 0.0%     | %        | 0        | 0.00     | 0      | 0      | %      | 0.0%   | 18           | 36.1%        | 0      |          |
| 2018/19  | 久光製薬 |      |        |          |          | %        | %        |          |          |        |        | %      | %      |              | %            |        |          |

| 太字 | はタイトル獲得 |